# Jeff Smith
Jeff Smith (McKees Rocks, 27 de fevereiro de 1960) é um cartunista norte-americano, mais conhecido como criador da série de história em quadrinhos "Bone". Ele também trabalhou para a Walt Disney como animador. Reside atualmente em Columbus, Ohio.
Smith é o vencedor de nove Prêmios Harvey: "Melhor Cartunista" em 1994, 1995, 1996, 1997, 1999, 2000, e 2003, "Prêmio Especial de Humor" em 1994 e "Melhor Coletânea" por Bone: Complete Adventures em 1994. Vencedor do Prêmio Eisner como melhor roteirista-ilustrador, do Prêmio Yellow Kid, do Salão De Luca, dentre outros.

## Biografia
Embora nascido na Pensilvânia, cresceu no Meio-Oeste americano, quando mudou-se ainda pequeno para Columbus. Smith começou cedo a desenhar quadrinhos, segundo o próprio diz, ainda no primário, já com tiras de Bone, junto a um colega. Inspirou-se nos desenhos animados que assistia quando a família o levava nas férias para o Connecticut, onde tinha parentes.
Inspirou-se em quadrinhos, desenhos animados e tiras de jornal, de modo autodidata, desde 1982 publicando seus desenhos no colegial. Em 1986 foi co-fundador de um estúdio de animação, chamado "Character Builders". Em 1991 resolveu investir tudo e publicar, sem editora, os primeiros números da série Bone que, pouco tempo depois, alcançou grande sucesso sendo traduzida em mais de quinze idiomas.
Em 2003, Smith começou a trabalhar para a Marvel Comics em uma minissérie estrelada por Capitão Marvel, um super-herói dos quais Smith é um fã. A série, intitulada  Shazam! The Monster Society of Evil, teve quatro edições publicada em prestige format em 2007, e, posteriormente, ganhou um encadernado de capa dura.